# 卢祖尚
卢祖尚（600年—628年11月16日），字季良，光州乐安人。本为隋朝末年地方割据首领，后归顺唐朝。唐太宗年间因抗拒太宗任命，被杀。

## 生平

### 背景
卢祖尚自称本是范阳人，祖上本姓雷，北周初年因“雷”“卢”音近而改姓卢。
其父卢禧是隋朝的虎贲郎将，世代豪富，倾财散施，甚得人心，卢祖尚本人也以侠气闻名。

### 割据自守
隋炀帝大业（605年—618年）末年，民变四起，卢祖尚应募集合壮士保卫乡里抵抗变军。卢祖尚当时还很年轻，但武力过人，御众严整，所向披靡。变军害怕他，不敢入境。
义宁二年（618年）三月，在光州乡人请求下，卢祖尚自称光州刺史。
当时反隋首领魏公李密势大，攻打隋将王世充守卫的东都洛阳，各地割据首领窦建德、朱粲、杨士林、孟海公、徐圆朗、卢祖尚、卢祖尚的妻叔周法明等派使者给李密上表劝进，李密手下也都劝李密称帝，李密认为洛阳还没有攻取，没有答应。
四月，太上皇隋炀帝被宇文化及所弑。卢祖尚时年十九岁，升坛歃血誓师，哭得不能自己，众人都感激。
五月，王世充在洛阳立炀帝孙越王杨侗为帝，卢祖尚派使者上表归附，杨侗以卢祖尚为光州总管，封沈国公。

### 归顺唐朝
王世充篡隋称帝，建立郑朝后，卢祖尚与其断绝关系，归顺唐高祖，唐高祖嘉奖他，赐玺书劳勉，仍以为光州刺史。武德四年（621年）王世充败亡后，九月，唐高祖拜卢祖尚为光州总管，封弋阳郡公。武德六年（623年），卢祖尚将黄州的木兰女庙移到光山县南二里。
同年，卢祖尚调任兖州刺史（此兖州得名于南朝侨置的南兖州，治广陵，后改称扬州，与大概在今山东省的兖州不是一处），八月，随荆州大总管赵郡王李孝恭讨伐割据江东的叛首宋帝辅公祏，为前军总管，攻克宣、歙二州。次年（624年）三月，辅公祏遣其将冯惠亮、陈当时领水军屯于博望山，陈正通、徐绍宗率步骑屯青林山。李孝恭到后坚守不与其交战，派奇兵断其粮道。宋军渐渐饥饿，夜间袭击唐营，李孝恭安然躺着不动，次日派瘦弱的军队攻打宋营，派卢祖尚率精骑列阵以待。不久攻打宋营者败逃，宋军出来追奔数里，遇到卢祖尚军，交战后大败，陈正通弃营而走，与冯惠亮退守梁山。
辅公祏被平定后，卢祖尚以功授蒋州刺史，同年因蒋州改扬州（治江宁）、李孝恭拜扬州大都督而卸任。又历任寿州都督、瀛州刺史，都有能干的名声。

### 抗命被杀
唐太宗貞觀二年（628年）十月，交州都督宗室遂安公李寿因贪图财利获罪，太宗想要贤良者代任，朝臣都说卢祖尚才兼文武，廉平正直，可用。于是太宗征卢祖尚到京师，在内殿召见，对他说：“交州是大籓、重镇，距离京城很远，本来应由宗室镇守，但朕子弟不才，前后几任都督都不称职。交州需要贤良的州牧安抚，卿有安边之略，为我镇边，不要因为路远推辞。一两年就会召你回来。”卢祖尚拜谢顿首奉诏而出，又后悔了，就以旧疾为由推辞。太宗遣杜如晦谕旨，卢祖尚坚持推辞。太宗又遣卢祖尚的妻兄周绍范告谕他：“匹夫答应的事尚且要讲信用。卿当面答应朕的事怎能事后再反悔？你应该早些出发，三年后必召你回来，卿不要推拒，朕不食言。”卢祖尚说：“岭南有瘴疠，每天都要饮酒才能抵御，臣不能饮酒，去了就回不来了。”仍然坚辞。太宗亲自召见他告谕，他推辞的态度愈发坚决。太宗大怒说：“我任命一个人，这人却不从命，我何以号令天下！法令不可以不行，骄臣不可以不罚！”命左右将卢祖尚拽出，在外朝承天门斩首。
太宗不久后悔了，有一次与侍臣谈论北齐文宣帝为人，宰相魏征说文宣帝虽然狂暴，但与人争执时如果理亏就听从，并举了文宣帝怒责不肯赴任的魏恺后因其言之有理而予以赦免的例子。太宗说：“是啊，之前卢祖尚虽然有失人臣之义，朕杀了他也太过了，由此来看，朕不如文宣啊！”下诏恢复卢祖尚的官荫（指官职和荫官，恢复荫官后，卢祖尚的子孙可根据卢祖尚的官职得到相应的补官）。

## 影响
后来唐太宗有感于因怒杀人后人死不能复生，追悔无益，下诏如果判人死刑，即使当时下令处决，也要三次覆奏即三次奏请皇帝同意处决，不久又改成五覆奏，即行刑前二日、一日各一次覆奏，行刑当日三次覆奏；只有犯恶逆的只要一次覆奏。

## 文学形象
《二刻醒世恒言》下函第九回<新丰市名扬豹略>中，马周受任为监察御史后，弹劾浚仪令崔贤，赢州刺史卢祖尚因是崔贤亲戚，上前保救，太宗厌恶其结党，将卢祖尚与崔贤一同斩杀。历史上马周发迹时，卢祖尚早已去世。

## 延伸阅读
[在维基数据编辑]
 《新唐書·卷094》，出自《新唐書》